# سامانه تعلیق دوجناقی

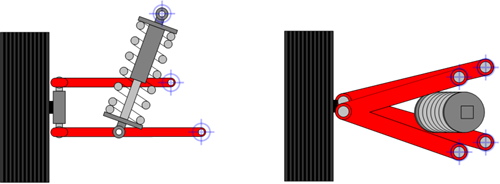
عملکرد سامانه تعلیق

تعلیق دوجناقی که با نام A-ARM هم شناخته می‌شود نوعی از سامانه تعلیق مستقل در جلو می‌باشد. سگ دست spindle توسط دو جناق A شکل نگه‌داشته می‌شود که در این حالت جناق پایینی بیشترین نیرو را متحمل می‌گردد. اندازه و زوایای هر جناق تاثیر بسزایی در عملکرد این سامانه تعلیق ایفا می‌کنند.
در این تعلیق هر جناق دو بوش در قسمت اتصال به بدنه و یک بوش در قسمت اتصال به چرخ دارد و مجموعه از فنر حلقوی و کمک فنر نیز بهره می‌برد. این تعلیق اجازه کنترل بیشتری بر روی زاویه کمبر چرخ را می‌دهد که بر روی زاویه TILT IN و TILT OUT تاثیر دارد. احساس فرمان نیز با استفاده از این تعلیق خوب می‌باشد چراکه ROLL و SWAY می‌توانند به کمترین حد خود دست یابند.
بدلایل اشاره شده، این سامانه تعلیق در اکثر تعلیق جلوی خودروهای بزرگ عرضه می‌شود.
این سامانه تعلیق در خودروهای آلفا رومئو، ام جی،جنرال موتورز شامل شورلت، بیوک، پونتیاک و ...، هوندا و مرسدس بنز یافت می‌شود. نوع خاصی از این سامانه تعلیق در چرخهای جلوی برخی خودروهای با اندازه متوسط به بالا مانند هوندا آکورد(از ۲۰۱۳ به بعد مک فرسون)، پژو ۴۰۷، مزدا ۶ و بسیار متداول در ماشین‌های مسابقه قرار داده شده است.